# Bram Lagae
Bram Lagae (14 januari 2004) is een Belgisch voetballer die door KAA Gent wordt uitgeleend aan KV Kortrijk.

## Clubcarrière
Lagae genoot zijn jeugdopleiding bij VC Stasegem, KRC Harelbeke en KAA Gent. Bij laatstgenoemde club sloot hij destijds aan bij de U14. In mei 2021 ondertekende Lagae een contract tot 2024 bij de Gentenaars. Tijdens de voorbereiding op het seizoen 2022/23 mocht hij met de A-kern mee op zomerstage naar Oostenrijk.
Toen de beloften van KAA Gent in het seizoen 2022/23 hun intrede maakten in Eerste nationale, groeide Lagae meteen uit tot een vaste waarde. Op 1 december 2022 kondigde KAA Gent aan dat het contract van Lagae werd opengebroken tot 2025. Op 24 mei 2023 won Lagae als gelegenheidsaanvoerder de Beker van België U21 met de Gentse beloften.
Op 13 mei 2023 maakte Lagae zijn officiële debuut in het eerste elftal van de club: op de derde speeldag van de Europe Play-offs liet trainer Hein Vanhaezebrouck hem in de 0-4-zege tegen Cercle Brugge in de 80e minuut invallen voor Alessio Castro-Montes. Vanhaezebrouck liet hem dat seizoen ook nog invallen in de play-offwedstrijden tegen KVC Westerlo (1-3-zege) en Standard Luik (3-1-zege).
In het seizoen 2023/24 kreeg Lagae zijn eerste officiële speelminuten in de overbodige Conference League-kwalificatiewedstrijd tegen Pogoń Szczecin, die Gent weliswaar verloor. Ondanks zijn korte optreden was Lagae wel meteen goed voor een assist aan Hugo Cuypers. In de vijfde Conference League-groepswedstrijd, die Gent met 4-1 won van Zorja Loehansk, gooide Hein Vanhaezebrouck hem er na 70 minuten in. Op 17 december 2023 liet Vanhaezebrouck hem bij de rust invallen in de topper tegen Club Brugge, waarin Gent bij de rust al met 2-0 achterstond en al na 40 minuten een rode kaart had geslikt. Het bleef 2-0, met dank aan een sterke prestatie van Lagae. Mede door blessureleed bij Núrio Fortuna en Jordan Torunarigha kreeg Lagae een basisplaats in de competitiewedstrijd tegen Oud-Heverlee Leuven (21 december 2023) en in de bekerwedstrijd tegen Club Brugge (16 januari 2024).
Op 1 februari 2024 kondigde Gent aan dat Lagae op huurbasis het seizoen uitdeed bij de Franse tweedeklasser USL Dunkerque, waar Gent kort daarvoor Hugo Gambor had weggeplukt.

## Clubstatistieken
| Seizoen         | Club            | Land               | Competitie       | Competitie | Competitie | Beker | Beker | Supercup | Supercup | Europees | Europees | Totaal | Totaal |
| Seizoen         | Club            | Land               | Competitie       | Wed.       | Dlp.       | Wed.  | Dlp.  | Wed.     | Dlp.     | Wed.     | Dlp.     | Wed.   | Dlp.   |
| --------------- | --------------- | ------------------ | ---------------- | ---------- | ---------- | ----- | ----- | -------- | -------- | -------- | -------- | ------ | ------ |
| 2022/23         | Jong KAA Gent   | Vlag van België    | Eerste nationale | 30         | 1          | —     | —     | —        | —        | —        | —        | 30     | 1      |
| 2022/23         | KAA Gent        | Vlag van België    | Eerste klasse A  | 3          | 0          | 0     | 0     | 0        | 0        | 0        | 0        | 3      | 0      |
| 2023/24         | Jong KAA Gent   | Vlag van België    | Eerste nationale | 12         | 1          | —     | —     | —        | —        | —        | —        | 12     | 1      |
| 2023/24         | KAA Gent        | Vlag van België    | Eerste klasse A  | 2          | 0          | 1     | 0     | —        | —        | 2        | 0        | 5      | 0      |
| 2023/24         | → USL Dunkerque | Vlag van Frankrijk | Ligue 2          | 15         | 0          | 0     | 0     | —        | —        | —        | —        | 15     | 0      |
| 2024/25         | → KV Kortrijk   | Vlag van België    | Eerste klasse A  | 0          | 0          | 0     | 0     | —        | —        | —        | —        | 0      | 0      |
| Carrière totaal | Carrière totaal | Carrière totaal    | Carrière totaal  | 62         | 2          | 1     | 0     | 0        | 0        | 2        | 0        | 65     | 2      |

Bijgewerkt op 1 augustus 2024.